# Nordisk Filateli
Nordisk Filateli är en tidskrift för frimärkssamlare. Den har utkommit sedan 1937, och numera 7 gånger om året. Den innehåller intressanta artiklar relaterade till filateli (frimärkssamlande): 
- Kulturella artiklar relaterade till frimärksmotiv
- Information om och referat från auktioner och frimärksutställningar

Chefredaktör och ansvarig utgivare sedan december 2020 är Jonas Hällström.
Tidigare chefredaktörer:
- Ernst Gillberg 1937-1966
- Sigurd Tullberg 1966-1976
- Stig Nordvall 1976-1978
- Sven Olof Forselius 1978-1994
- Morten Persson 1994-2020